# 金惠順
金 惠順 （キム・ヘスン、김혜순、1955年10月26日 - ）は韓国の詩人である。江原道蔚珍郡（現在は慶尚北道に移管）出身。

## 略歴
金惠順は慶尚北道の蔚珍で生まれる。ソウルの建国大学校の国文科の大学院を卒業した。現在は、ソウル芸術大学の文芸創作科の教授である。
金惠順の詩は、言語的な実験を通して、独特な詩的イメージを作りながら、女性の存在方式と経験に深く根付いている。女性的な書き方に関心を持っている。
特に、社会の不条理と死という運命に抵抗する詩的方法として激しい言葉とイメージを使ったりしている。現実を否定し、誇張した詩的表現は、言語の弾力性と軽快さを生かすのに役立ている。この詩人は、直接的な詩の言語を通して、いわゆる肉体的な想像力を表している。 

## 受賞歴
- 1978年、東亜日報新春文芸に評論で入賞
- 1992年、素月詩文学賞
- 1996年、金洙暎文学賞
- 2000年、現代詩作品賞
- 2006年、未堂文學賞
- 2008年、大山文學賞
- 2019年、グリフィン詩賞[2]
- 2022年、湖巌賞芸術部門
- 2022年、イギリス王立文学協会（英語版）International writerに選出
- 2023年、全米批評家協会賞 詩部門

## 主な作品
- 1981年、『또 다른 별에서』(また、違う星から)[3]
- 1985年、『아버지가 세운 허수아비』(父が立てた案山子)
- 1988年、『어느 별의 지옥』(ある星の地獄)
- 1994年、『나의 우파니샤드, 서울』(私のウパニシャッド、ソウル)
- 1997年、『불쌍한 사랑기계』(可愛いそうな愛の機械)
- 2000年、『달력 공장장님 보세요』(カレンダー工場長、見てください)
- 2004年、『한 잔의 붉은 거울』(一杯の赤い鏡)
- 2008年、『당신의 첫』(あなたの初)
- 2016年、『죽음의 자서전』(死の自叙伝)
  - 『死の自叙伝』吉川凪訳、クオン、新しい韓国の文学 21、2021年1月